# The Fabulous Wailers
The Wailers — гаражная рок-группа из Такомы, Вашингтон, одни из основателей этого направления.

## История. Влияние
Группа была основана в августе 1958 г. гитаристом и басистом, будущим лидером коллектива Джоном Гриком (англ. John Greek). Пять синглов и один альбом, выпущенные в 1959—1960 гг., сделали The Wailers популярными артистами местной сцены. Их музыка была основана на рок-н-ролле и сёрф-роке, помимо стандартного состава в группе важную роль играли саксофон и орган. В конечном итоге они одними из первых стали играть напористую, грязную, утяжелённую, нарочито «любительскую» форму рок-н-ролла, из-за которой их (в частности, благодаря синглу «Dirty Robber») считают одной из первых гаражных групп, оказавших немалое влияние на последующее развитие стиля в 60-х гг. В середине-конце 60-х группа испытала влияние фолк-рока и психоделического рока (что заметно, например, по синглу «Hang Up» 1965 г.).
В 1961 г. The Wailers записали кавер-версию рок-н-ролла Ричарда Берри 1955 г. «Louie Louie», вдохновив на запись этой забытой песни других музыкантов; благодаря записанной в 1963 г. кавер-версии The Kingsmen песня стала необычайно популярной у гаражных групп и стала в итоге одной из наиболее часто исполняемых песен в рок-музыке.
В 1965 г. The Wailers участвовали в записи дебютного альбома «Here Are The Sonics» группы The Sonics — одной из самых значительных групп гаражного рока. На альбоме была записана кавер-версия «Dirty Robber». Ранее The Wailers помогли The Sonics подписать контракт с лейблом Etiquette, на котором в 1965 г. вышел их совместный сингл «Don’t Believe In Christmas / Christmas Spirit». В 1998 г. был выпущен сингл двумя с версиями «Louie Louie», записанными The Sonics и The Wailers.
Гитарист The Wailers Нил Андерсон сейчас играет в джаз-группе Pearl Django.

## Состав

### Оригинальный состав (с августа1958г.)
- Джон Грик (англ. John Greek) — ритм-гитара, бас-гитара, корнет, труба
- Ричард Денжел (англ. Richard Dangel) — гитара
- Майк Барк (англ. Mike Burk) — ударные
- Марк Маруш (англ. Mark Marush) — саксофон
- Кент Моррилл (англ. Kent Morrill) — клавишные

### Другие участники
- Гэйл Харрис (англ. Gail (Gayle) Harris) — вокалистка (приглашённый музыкант, начало августа 1959 г.)
- Рокин' Роббин Робертс (англ. Rockin' Robbin Roberts) — вокал (приглашённый музыкант, конец августа 1959 г.)
- Гэри Фэвьер (англ. Gary Favier) — вокал (октябрь 1958-июнь 1959)
- Джон «Бак» Ормсби (англ. John "Buck" Orsmby) — бас-гитара (с апреля 1960)
- Рон Гарднер (англ. Ron Gardner) — вокал, клавишные, саксофон (1960-е)
- Нил Андерсон (англ. Neil Anderson)- гитара
- Джон Хэнфорд (англ. John Hanford) — гитара
- Дэйв Роланд (англ. Dave Roland) — ударные
- Дэнни Уивер (англ. Denny Weaver) — гитара

## Дискография

### LP
- The Fabulous Wailers (1959)
- The Fabouls Wailers at the Castle (концертный, 1962)
- Wailers & Company (1963)
- Wailers!!! Wailers Everywhere! (1965)
- Outburst! (1966)
- Out of Out Tree (1966)
- Walk Thru This People (1968)

### Сборники
- Tall Cool One (1964)
- Fabulous Wailers, The Boys from Tacoma: Anthology 1961—1969 (1993)
- Livewire!!! (1998)
- Original Golden Crest Masters (1998)

### Синглы (избранное)
- Dirty Robber (1959)
- Louie Louie / Mary Ann (1961)
- Seattle / Partytime U.S.A. (1963)
- Back to You / You Weren’t Using Your Head (1965)
- Dirty Robber / Hang Up (1965)
- Out of Our Tree / I Got Me (1965)
- Don’t Believe In Christmas (The Sonics) / Christmas Spirit (The Wailers) (1965)
- It’s You Alone / Tears (1966)
- Think Kindly Baby / End of the Summer (1966)
- You Won’t Lead Me On / Tears (Don’t Have to Fall) (1966)
- I’m Determined / I Don’t Want to Follow You (1967)
- You Can’t Fly / Thinking Out Loud (1968)
- Louie Louie (The Sonics) / Louie Louie (The Wailers) (1998)